# Pavetta brachysiphon
Espèce
Statut de conservation UICN

 CR B2ab(iii) : 
En danger critique
Pavetta brachysiphon Bremek. est une espèce d'arbrisseaux de la famille des Rubiaceae et du genre Pavetta, endémique du Cameroun.

## Distribution
On ne lui connaît qu'une seule localisation, au confluent de la Lom et du Djérem, près de Deng-Deng dans la région de l'Est, où Mildbraed l'a découverte en mars 1914.  